# Касас, Арнау
Арнау Касас Аркас (исп. Arnau Casas Arcas; род. 15 марта 2004) — испанский футболист, защитник португальского клуба «Торринше».

## Клубная карьера
Касас — воспитанник клубов «Дамм» и «Барселона». В 2021 году Арнау дебютировал за дублирующий состав последних. Летом 2023 года Касас перешёл в норвежский «Сарпсборг 08». 6 августа в матче против «Саннефьорда» он дебютировал в Типпелиге.
8 августа 2024 года стал игроком нидерландского клуба «Камбюр», подписав контракт по схеме 2+1.

## Международная карьера
В 2023 году в составе юношеской сборной Испании Касас принял участие в юношеском чемпионате Европы на Мальте. На турнире он сыграл в матчах против команд Исландии, Греции и Италии